# Altamía

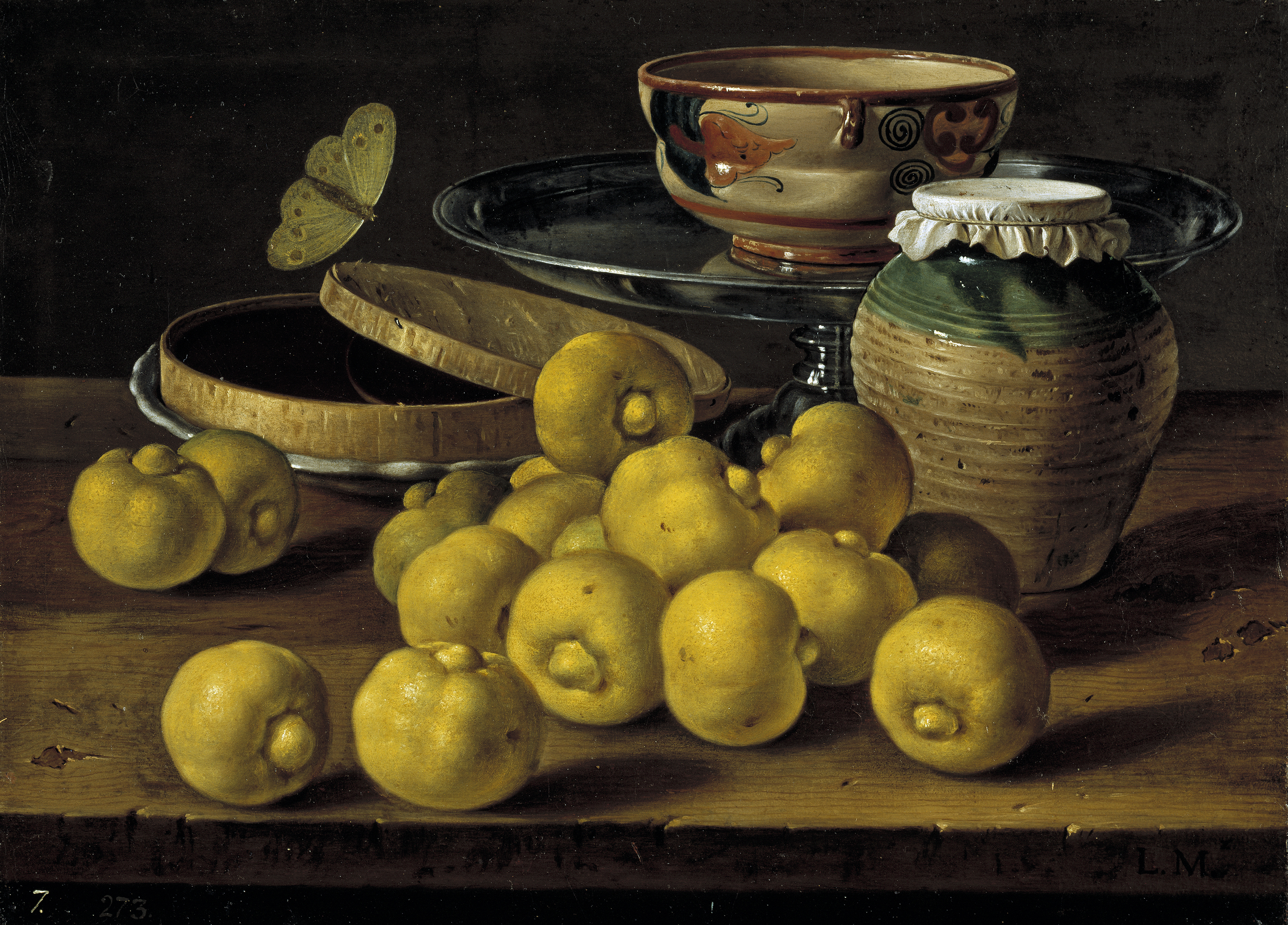
Arriba, a la derecha, tras la «orza mielera» vidriada en verde, como las de Biar o Lucena, resalta un cuenco —con porte de altamía— sobre una salvilla de peana (de peltre o plata). La decoración y la policromía del cuenco-altamía recuerdan a las primitivas tazas mexicanas de Tonalá, en el estado de Jalisco, México. Bodegón de Luis Meléndez. Museo del Prado (Madrid).

Se llamaba altamía al recipiente sin asas, especie de taza o cuenco pequeño, usado para beber y comer, y documentado desde fines del siglo XIII hasta el siglo XVIII. Como tales recipientes, son referidos en las ordenanzas de Ávila, documentos del Archivo Municipal de Valladolid y diversos textos de Maíllo.
En tierras leonesas se llamaba así a ciertas cazuelitas vidriadas. Como «antamillas» aparecen citadas en testamentos e inventarios montañeses de inicios del siglo XVIII.
En portugués es sinónimo de jofaina. En una edición abreviada del Diccionario de la Real Academia Española de 1822, publicada en París en 1826, se define como ‘taza en la que se servía la comida’.
El filólogo Martín Alonso Pedraz menciona a J. de Aviñón cuando en su Sevillana Medicina escribe esta receta: «Beba cada mañana por nueve días una altamía de este caldo».
Ya en el campo de la arqueología contemporánea, Olatz Villanueva, en su estudio sobre la alfarería en el Valladolid Bajomedieval, documenta como altamías piezas que emparenta con la jofaina andalusí o los cuencos de diversos repertorios cerámicos.